# The Standard Cyclopedia of Horticulture
The Standard Cyclopedia of Horticulture (abreviado Stand. Cycl. Hort.) es un libro con ilustraciones y descripciones botánicas que fue escrito por el horticultor, botánico, y escritor estadounidense Liberty Hyde Bailey. Fue publicado en Nueva York en 6 volúmenes en los años 1914 a 1917, con el nombre de The Standard Cyclopedia of Horticulture: a discussion for the amateur, and the professional and commercial grower, of the kinds, characteristics and methods of cultivation of the species of plants grown in the regions of the United States and Canada for ornament, for fancy, for fruit and for vegetables; with keys to the natural families and genera, descriptions of the horticultural capabilities of the states and provinces and dependent islands, and sketches of eminent horticulturists.

## Publicación
- Volumen nª 1, 25 Mar 1914;
- Volumen nª 2, 22 Jul 1914;
- Volumen nª 3, 12 May 1915;
- Volumen nª 4, 23 Feb 1916;
- Volumen nª 5, 4 Oct 1916;
- Volumen nª 6, 28 Mar 1917